# 2286 Fesenkov
2286 Fesenkov је астероид главног астероидног појаса чија средња удаљеност од Сунца износи 2,192 астрономских јединица (АЈ).
Апсолутна магнитуда астероида је 13,0.